# Tomasz Makowski

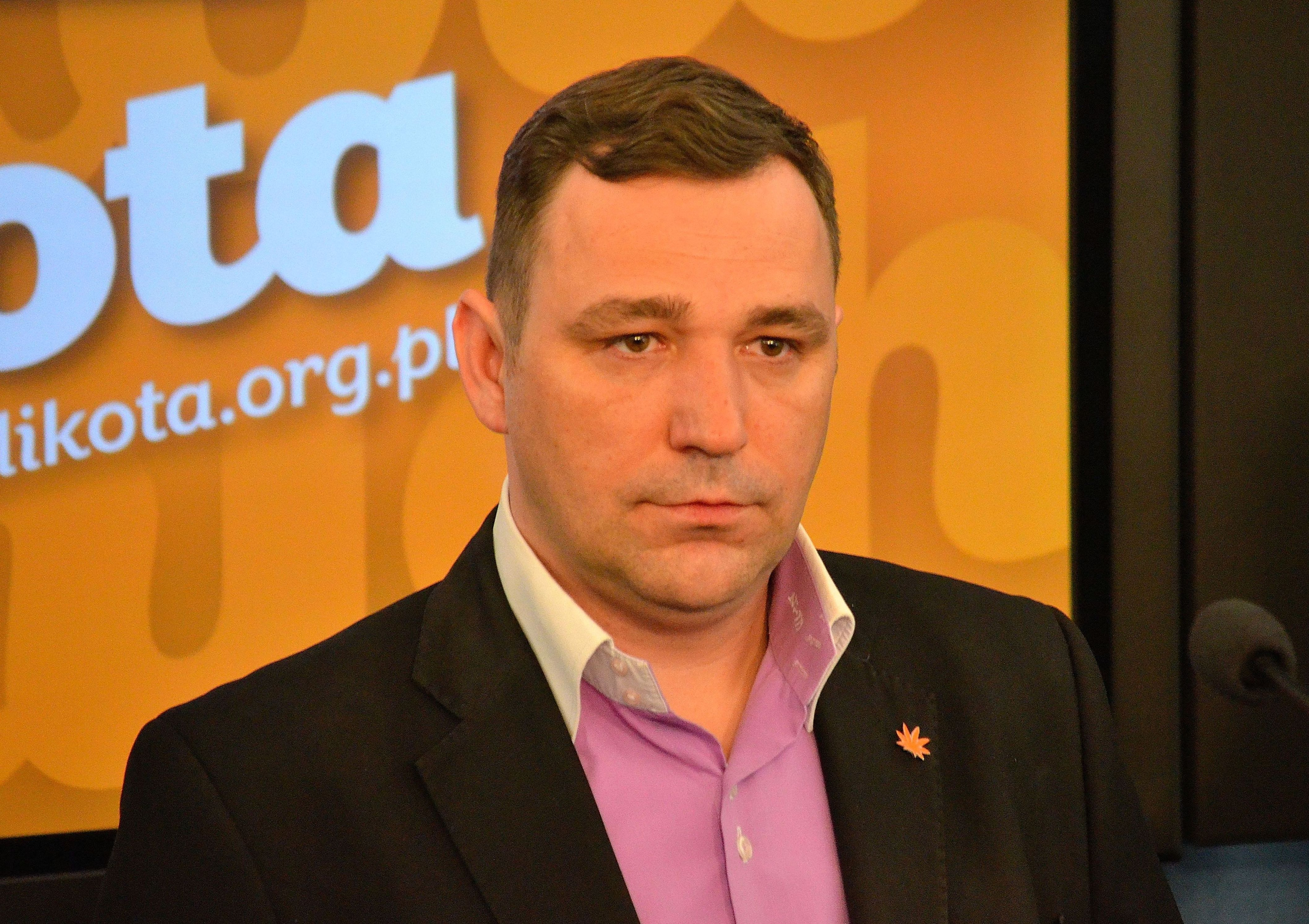
Tomasz Makowski (2013)

Tomasz Makowski (* 1. März 1973 in Ełk) ist ein polnischer Politiker der Ruch Palikota (Palikot-Bewegung).
Er ist Absolvent der Hochschule Białystok (Politechnika Białostocka) und des Zentrums für Europastudien der Universität Warschau. Nach seinem Studium arbeitete er 17 Jahre für den Zakład Elektrotechniki Motoryzacyjnej (Unternehmen für Kraftfahrzeugelektronik) in Ełk. 2006 trat er für die Platforma Obywatelska („Bürgerplattform“) erfolgreich als Kandidat für den Stadtrat Ełk an und gehörte diesem bis 2010 an. 2007 bis 2008 war Makowski Bevollmächtigter des Starost (Landrat) des Powiat Ełcki für Standardisierung und Informationswesen. 2008 wurde er Bevollmächtigter der Gemeinde Ełk für Beschaffung von EU-Förderungen. 2008 bis 2010 war er Vorsitzender des Ełker Tischfußballklubs. 2010 kam es zu Streitigkeiten innerhalb der Platforma Obywatelska, in deren Ergebnis Tomasz Makowski von der Partei ausgeschlossen wurde. Ende des Jahres bewarb er sich erfolglos bei den Wahlen zum Stadtpräsidenten.
Bei den Parlamentswahlen 2011 trat er im Wahlkreis 35 Olsztyn für die Ruch Palikota an. Mit 7.980 Stimmen konnte Makowski ein Mandat für den Sejm erringen.
Tomasz Makowski ist verheiratet und hat zwei Töchter.